# Rustam Stanislawowitsch Totrow
Rustam Stanislawowitsch Totrow (russisch Рустам Станиславович Тотров; * 15. Juli 1984) ist ein russischer Ringer. Er gewann bei der Weltmeisterschaft 2011 in Istanbul eine Bronzemedaille und bei den Olympischen Spielen 2012 in London die Silbermedaille im griechisch-römischen Stil im Halbschwergewicht.

## Werdegang
Rustam Totrow wuchs in Nordossetien/Alanien auf und begann in Wladikawkas als Jugendlicher 1998 mit dem Ringen. Er konzentriert sich dabei auf den griechisch-römischen Stil. Er gehört zwischenzeitlich dem Sportclub WC Torpedo Tjumen an, trainiert aber meistens im Leistungszentrum der russischen Ringer in Moskau. Zeitweise ging er auch für den Sportclub Partizan Belgrad an den Start. Seine Trainer waren bzw. sind W. Gaglojew, W. Urujmagow, S. Worobiew und S.W. Batkow. Bei einer Größe von 1,85 Metern ringt er im Halbschwergewicht, der Gewichtsklasse bis 96 kg Körpergewicht.
Er gehörte bereits im Nachwuchsbereich zu den russischen Spitzenringern seiner jeweiligen Altersklasse. Zu einem Einsatz bei einer internationalen Meisterschaft kam er aber nur im Jahre 2004, als er bei der Junioren-Europameisterschaft in Murska Sobota im Mittelgewicht eingesetzt wurde. Er verlor dort aber seinen ersten Kampf gegen den Griechen Vassilios Kollaros und konnte sich mit einem Sieg über Ahmet Yildirim aus der Türkei nur mehr den 10. Platz erkämpfen.
In den folgenden Jahren erkämpfte er sich bei internationalen Turnieren einige gute Platzierungen. 2007 kam er bei der russischen Meisterschaft im Halbschwergewicht hinter Roman Martschenko und Wassili Teplouchow auf den 3. Platz. 2008 gelang es ihm erstmals russischer Meister im Halbschwergewicht vor Wassili Teplouchow und Nikolai Kurakow zu werden. Bei den russischen Meisterschaften 2009 und 2010 gelang ihm kein Platz unter den Siegern, aber im Jahre 2011 wurde er russischer Vize-Meister. Im Jahre 2011 siegte er beim renommierten "Iwan-Poddubny"-Memorial in Tjumen vor der russischen Elite der Halbschwergewichtler, nämlich Artur Schachbanow, Olympiasieger Aslanbek Chuschtow und Nikita Melnikow.
Aufgrund dieser Erfolge wurde er dann bei der Europameisterschaft in Dortmund eingesetzt. Er siegte dort zunächst über Dejan Frankovic aus Serbien, verlor aber schon seinen zweiten Kampf gegen Elis Guri aus Bulgarien knapp nach Punkten. Da Guri das Finale nicht erreichte, schied er aus und kam nur auf den 10. Platz. Nachdem er sich mit einem Turniersieg beim "Wladyslaw-Pytlasinski"-Memorial in Radom, wo er vor Timofei Dseinitschenko aus Belarus, Irakli Kadschaia, Georgien und Nikita Melnikow gewann, rehabilitiert hatte, wurde er auch bei der Weltmeisterschaft 2011 in Istanbul eingesetzt. Er kam dort zu Siegen über Zbignevs Romanovskis, Lettland und Daigoro Timoncini, Italien, verlor aber dann wieder gegen Elis Guri (1:2 Runden, 5:6 Punkte). Guri wurde aber Weltmeister und Rustam Totrow konnte sich deshalb durch Siege über Sinisa Hogac aus Kroatien und Mohamad Abd El Fatah aus Ägypten noch eine WM-Bronzemedaille erkämpfen.
Gegen Ende des Jahres 2011 vertrat er bei den Mannschaftsturnieren Moscow Light und Oleg-Karawajew-Memorial in Minsk zusammen mit Nikita Melnikow sehr erfolgreich die Staffel Russlands im Halbschwergewicht.
Rustam Totrow wurde auch bei den Olympischen Spielen 2012 in London eingesetzt. Er war dort in hervorragender Form und erkämpfte sich die Silbermedaille. Auf dem Weg dahin besiegte er Schalwa Gadabadse aus Aserbaidschan, Jimmy Lidberg aus Schweden und Timofei Dseinitschenko aus Belarus. Im Finale unterlag er dem alle überraschenden Iraner Ghasem Gholamreza Rezaei.
2013 wurde Rustam Totrow im Finale der russischen Meisterschaft von Nikita Melnikow geschlagen. Er kam seitdem zu keinem Einsatz bei einer internationalen Meisterschaft mehr. Im Mai 2014 vertrat er aber, zusammen mit Nikita Melnikow, die russischen Farben beim Welt-Cup in Teheran, einem Mannschaftswettbewerb, der von der iranischen Mannschaft gewonnen wurde. Totrow siegte dort über Ilja Nastochenko, Kasachstan und Daren Burns aus den Vereinigten Staaten.

## Internationale Erfolge
| Jahr | Platz  | Wettbewerb                                   | Gewichtsklasse | Ergebnis |
| 2004 | 10.    | Junioren-EM in Murska Sobota                 | Mittel         | nach einer Niederlage gegen Vassilous Kollaros, Griechenland und einem Sieg über Ahmet Yildirim, Türkei                                                                                   |
| 2006 | 3.     | "Iwan-Poddubny"-Memorial in Tjumen           | Mittel         | |
| 2006 | 2.     | Intern. Turnier in Brașov                    | Mittel         | hinter Andrea Minguzzi, Italien, vor Zoltán Fodor und Sándor Bárdosi, beide Ungarn |
| 2006 | 7.     | Haparanda-Cup                                | Halbschwer     | Sieger: Justin Ruiz, USA vor Dimitri Timtschenko, Ukraine |
| 2008 | 3.     | "Dan Kolow - Nikola Petrow"-Turnier in Sofia | Halbschwer     | hinter Kalojan Dintschew und Wladislaus Metodiew, beide Bulgarien, gemeinsam mit Mehmet Özal, Türkei, vor Elis Guri, Albanien                                                             |
| 2008 | 2.     | Haparanda-Cup                                | Halbschwer     | hinter Jimmy Lidberg, Schweden, vor Sergei Rutenko, Ukraine, Jakob Cedergren, Schweden und Heiki Nabi, Estland                                                                            |
| 2009 | 1.     | Grosser Preis von Italien in Sassari         | Halbschwer     | vor Iwan Popow, Australien, Anil Kumar, Indien und Schalwa Gadabadse, Aserbaidschan |
| 2009 | 1.     | Golden-Grand-Prix in Baku                    | Halbschwer     | vor Ramas Nosadse, Georgien, Denis Mischin, Aserbaidschan und Balasz Kiss, Ungarn |
| 2009 | 3.     | Oslo-Open                                    | Halbschwer     | hinter Jim Pettersson, Schweden und Michail Bakalow, Russland |
| 2010 | 1.     | "Iwan-Poddubny"-Memorial in Tjumen           | Halbschwer     | vor Ässet Mämbetow, Kasachstan, Wassili Teplouchow und Maxim Safarjan, beide Russland |
| 2010 | 5.     | Welt-Cup in Jerewan                          | Halbschwer     | hinter Balasz Kiss, Armen Geghamjan, Armenien, Babak Hossein Ghorbani Goldasteh, Iran und Ahmet Tacyldiz, Türkei                                                                          |
| 2011 | 1.     | "Iwan-Poddubny"-Memorial in Tjumen           | Halbschwer     | vor Artur Schachbanow, Aslanbek Chuschtow, Nikita Melnikow, alle Russland und R.VC. Johnson, USA                                                                                          |
| 2011 | 4.     | Welt-Cup in Minsk                            | Halbschwer     | hinter Babak Hossein Ghorbani Goldasteh, Timofei Dseinitschenko, Belarus und Schalwa Gadabadse                                                                                            |
| 2011 | 10.    | EM in Dortmund                               | Halbschwer     | nach einem Sieg über Dejan Frankovic, Serbien und einer Niederlage gegen Elis Guri, Bulgarien                                                                                             |
| 2011 | 1.     | "Wladyslaw-Pytlasinski"-Memorial in Radom    | Halbschwer     | vor Timofei Dseinitschenko, Irakli Kadschaia, Georgien und Nikita Melnikow |
| 2011 | 3.     | WM in Istanbul                               | Halbschwer     | nach Siegen über Zbignevs Romanovskis, Lettland und Daigoro Timoncini, Italien, einer Niederlage gegen Elis Guri und Siegen über Sinisa Hogac, Kroatien und Mohamad Abd El Fatah, Ägypten |
| 2012 | 1.     | "Iwan-Poddubny"-Memorial in Tjumen           | Halbschwer     | vor Nikita Melnikow, Ardo Arusaar, Estland und Kerim Dschansujew, Russland |
| 2012 | 2.     | Thor Masters in Nyköping                     | Halbschwer     | hinter Mirko Englich, Deutschland, vor Martin Hamlet Nielsen, Norwegen und Andrzej Deberny, Polen                                                                                         |
| 2012 | 7.     | EM in Belgrad                                | Halbschwer     | Siege: Artur Aleksanjan, Armenien vor Mindaugas Ežerskis, Litauen |
| 2012 | 3.     | "Wladyslaw-Pytlasinksi"-Memorial in Racibórz | Halbschwer     | hinter Norikatsu Saikawa, Japan und Wladimir Wasiljew, Ukraine |
| 2012 | Silber | OS in London                                 | Halbschwer     | nach Siegen über Schalwa Gadabadse, Jimmy Lidberg und Timofei Dseinitschenko sowie einer Niederlage gegen Ghasem Gholamreza Rezaei                                                        |
| 2013 | 2.     | "Vehbi-Emre"-Memorial in Istanbul            | Halbschwer     | hinter Cenk Ildem, Türkei, vor Ahmet Tacyldiz, Türkei und Michail Kadschaia, Georgien |
| 2013 | 1.     | Adriatic-Trophy in Porec/Kroatien            | Halbschwer     | vor Adam Varga, Ungarn, Sinisa Hogac und Stjepan Lavric, beide Kroatien |
| 2013 | 5.     | "Wladyslaw-Pytlasinski"-Memorial in Warschau | Halbschwer     | Sieger: Balasz Kiss, Ungarn vor Wladislaw Metodiew, Bulgarien |
| 2013 | 1.     | Sportaccord Combat Games in St. Petersburg   | Halbschwer     | vor Arkadi Bljumin, Ukraine |

## Russische Meisterschaften
| Jahr | Platz | Gewichtsklasse | Ergebnis                                                              |
| 2007 | 3.    | Halbschwer     | hinter Roman Martschenko und Wassili Teplouchow                       |
| 2008 | 1.    | Halbschwer     | vor Wassili Teplouchow und Nikolai Kurakow                            |
| 2011 | 2.    | Halbschwer     | hinter Nikita Melnikow, vor Konstantin Jefimow und Aslanbek Chuschtow |
| 2012 | 1.    | Halbschwer     | vor Nikita Melnikow, Konstantin Jefimow und Maxim Safarjan            |
| 2013 | 2.    | Halbschwer     | hinter Nikita Melnikow, vor Arthur Schahbanow und Islam Magomedow     |

Erläuterungen
- alle Wettbewerbe im griechisch-römischen Stil
- OS = Olympische Spiele, WM = Weltmeisterschaft, EM = Europameisterschaft